# Rudolf Grafberger

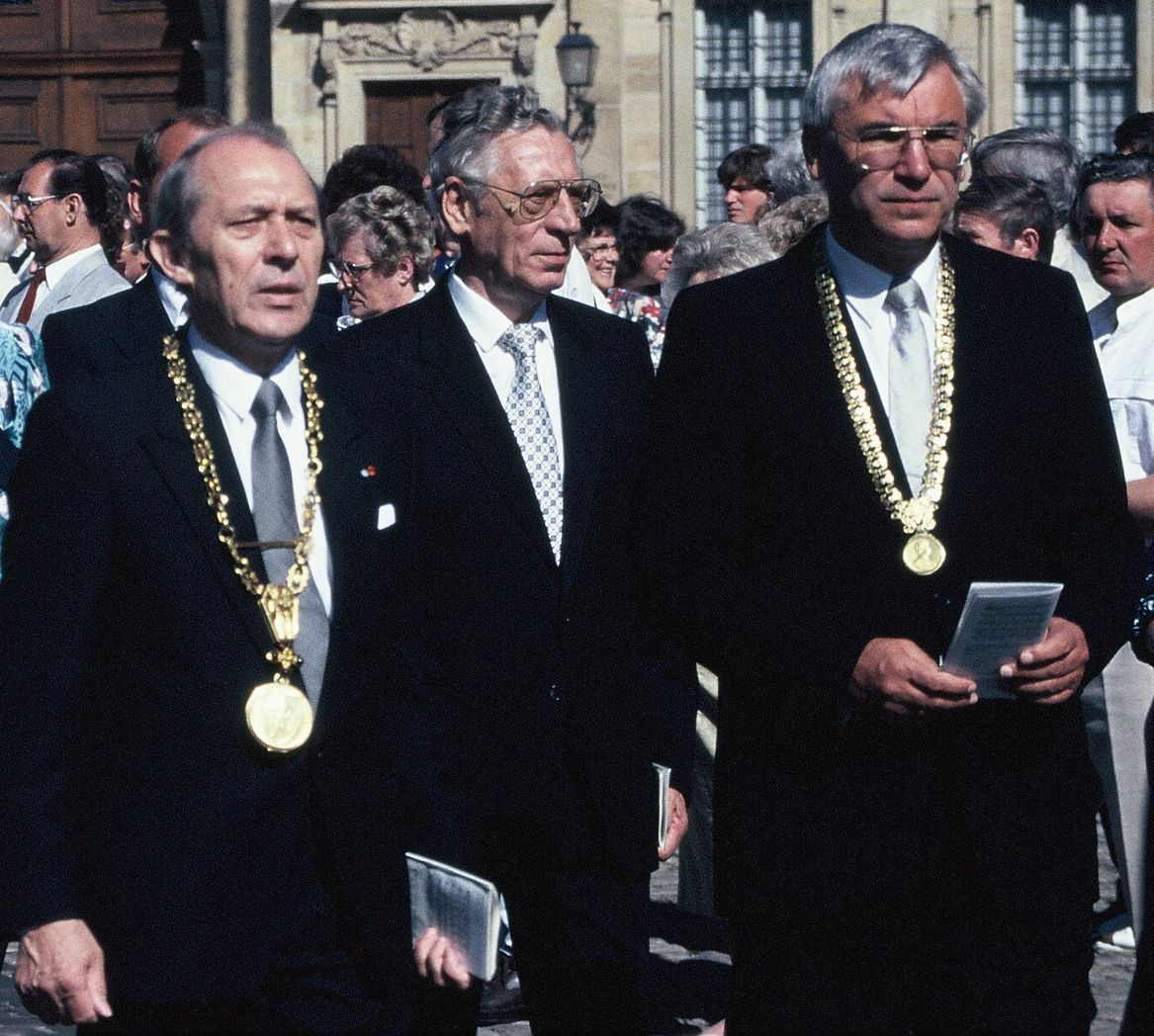
Rudolf Grafberger (r.) in seiner Zeit als Bürgermeister auf der Fronleichnamsprozession

Rudolf Grafberger (* 12. Oktober 1934 in Bamberg) ist ein ehemaliger deutscher Kommunal- und Landespolitiker (CSU).

## Leben
Nach Volksschule und Gymnasium in Bamberg, studierte Grafberger Mathematik und Physik in Erlangen und Freiburg im Breisgau. Von 1961 an war er als Realschullehrer und bis 1981, zuletzt als Studiendirektor, an der Fachoberschule seiner Heimatstadt beschäftigt.
Vom 3. Oktober 1974 bis 11. November 1974 saß Grafberger für die CSU im bayerischen Landtag. Grafberger war von 1966 bis 2002 CSU-Stadtrat von Bamberg, davon Fraktionsvorsitzender von 1978 bis 1981, von 1976 bis 1993 Kreisvorsitzender seiner Partei und von 1981 bis 1996 hauptamtlicher Bürgermeister der Stadt Bamberg und somit Stellvertreter des Oberbürgermeisters. Bei der Wahl des Oberbürgermeisters 1994 kandidierte er für die CSU und erreichte mit 26,48 % der Stimmen die Stichwahl nicht.
Grafberger ist verheiratet, hat zwei Kinder und ist römisch-katholisch.